# 영국의 조세
영국에서 조세는 최소 세 가지 다른 정부 수준에 대한 납부를 포함할 수 있다: 중앙 정부 (HM 국세관세청), 지방 이양 정부 및 지방 정부. 중앙 정부 수입은 주로 소득세, 국민 보험 기여금, 부가가치세, 법인세 및 유류세에서 나온다. 지방 정부 수입은 주로 중앙 정부 기금의 교부금, 잉글랜드의 사업세, 지방세 및 점점 더 노상 주차와 같은 수수료 및 요금에서 나온다. 2023-24 회계 연도에 총 정부 수입은 1조 1391억 파운드 또는 GDP의 40.9%로 예상되었으며, 소득세와 국민 보험 기여금은 약 4700억 파운드에 달했다.

## 역사
17세기 후반 잉글랜드에서 처음 도입된 균일한 토지세는 18세기와 19세기 초반에 걸쳐 정부 수입의 주요 원천을 형성했다.

### 나폴레옹 전쟁
소득세는 1798년 12월 소 피트가 영국 예산에서 발표하고 1799년에 도입되었으며, 나폴레옹 전쟁 준비를 위한 무기와 장비 비용을 충당하기 위함이었다. 피트의 새로운 누진 소득세는 연 소득 60 파운드(2024년 기준 £6,457에 해당) 이상에 대해 파운드당 2 올드 펜스(1⁄120)의 세금으로 시작하여, 연 소득 200 파운드 이상에 대해서는 최대 2 실링 (10 퍼센트)까지 인상되었다. 피트는 새로운 소득세가 1천만 파운드를 모금할 것으로 기대했지만, 1799년의 수입은 6백만 파운드를 조금 넘는 수준이었다.
소득세는 다섯 가지 세목으로 부과되었다. 해당 세목에 해당하지 않는 소득은 과세되지 않았다. 세목은 다음과 같았다.
- 스케줄 A (영국 토지 소득세)
- 스케줄 B (토지 상업 점유 소득세)
- 스케줄 C (공공 유가 증권 소득세)
- 스케줄 D (거래 소득세, 직업 및 직무 소득세, 이자, 해외 소득 및 기타 소득세)
- 스케줄 E (고용 소득세)

나중에 스케줄 F (영국 배당 소득세)가 추가되었다.
피트의 소득세는 1799년부터 1802년까지 부과되었고, 1801년에 총리로 취임한 헨리 애딩턴이 아미앵 조약 기간에 폐지했다. 애딩턴은 적대 행위가 재개되자 1803년에 소득세를 다시 도입했지만, 워털루 전투 1년 후인 1816년에 다시 폐지되었다.
맥아세, 주택세, 창문세 및 소득세는 상당한 논란을 불러일으켰다. 맥아세는 양조업자로부터 징수하기 쉬웠으며, 1822년에 감면된 후에도 1840년대까지 정부 연간 수입의 10퍼센트 이상을 차지했다. 주택세는 주로 런던의 연립 주택에, 창문세는 주로 시골 저택에 부과되었다.

### 필의 소득세
소득세는 로버트 필 경에 의해 1842년 소득세법에 따라 재도입되었다. 보수당 소속이었던 필은 1841년 총선에서 소득세에 반대했지만, 증가하는 재정 적자로 인해 새로운 자금원이 필요했다. 애딩턴 모델을 기반으로 한 새로운 파운드당 7페니 (약 2.9%)의 소득세는 연 소득 150 파운드(2024년 기준 £14,436에 해당) 이상에 부과되었다.

### 임시 세금 징수법
1913년 임시 세금 징수법(3 & 4 Geo. 5. c. 3)은 후에 1968년 임시 세금 징수법으로 대체되었는데, 이는 하원에서 통과된 예산 결의를 기반으로 한 세금 징수를 허용하며, 예산을 이행하는 후속 입법에 앞서 이루어졌다.

### 제1차 세계 대전
전쟁(1914년~1918년)은 국내외에서의 대규모 차입, 새로운 세금, 그리고 인플레이션으로 재정되었다. 이는 유지보수 및 수리를 미루고 자본 지출을 취소함으로써 간접적으로 재정되었다. 정부는 간접세가 생활비를 인상시키고 노동계급의 불만을 야기할 수 있으므로 피했다. "공정성"과 "과학성"에 강한 강조를 두었다. 대중은 일반적으로 새로운 중과세를 최소한의 불만과 함께 지지했다. 재무부는 노동당이 자본가들을 약화시키는 데 사용하려 했던 강력한 자본세 부과 제안을 거부했다. 대신, 전쟁 이전 정상 수준을 초과하는 이익에 대해 50%의 초과 이윤세가 부과되었고, 이 세율은 1917년에 80%로 인상되었다. 자동차, 시계와 같은 사치품 수입에 소비세가 추가되었다. 판매세나 부가가치세는 없었다. 세수 증가의 주요 원인은 소득세였는데, 1915년에는 파운드당 3실링 6페니(17.5%)로 인상되었고, 개인 면세 한도가 낮아졌다. 소득세율은 1916년에 5실링(25%)으로, 1918년에 6실링(30%)으로 인상되었다. 전체적으로 세금은 국가 지출의 최대 30%를 제공했으며, 나머지는 차입금으로 충당되었다. 국가 부채는 6억 2500만 파운드에서 78억 파운드로 치솟았다. 국채는 일반적으로 연 5%의 이자를 지급했다. 인플레이션이 심화되어 1919년의 파운드는 1914년의 구매력의 3분의 1에 불과했다. 임금은 뒤처졌고, 빈곤층과 은퇴자들은 특히 큰 타격을 입었다.

### 현대 규칙
사업세는 1990년 잉글랜드와 웨일스에 도입되었으며, 1601년 구빈법으로 거슬러 올라가는 세금 제도의 현대화된 버전이다. 따라서 사업세는 이전 세금 제도의 많은 특징을 유지하고 일부 판례법을 따른다. 2004년 재정법은 선소유 자산세로 알려진 소득세 제도를 도입했는데, 이는 흔히 사용되는 상속세 회피 방법을 줄이는 것을 목표로 한다.
영국의 소득세는 수년에 걸쳐 변동을 겪었다. 원래는 소득의 수익적 권리가 누구에게 있든 관계없이 개인의 소득에 과세했지만, 현재는 납세자가 수익적 권리를 가진 소득에 대해 세금이 부과된다. 대부분의 기업은 1965년 법인세가 도입되면서 소득세 망에서 제외되었다. 이러한 변경 사항은 1970년 소득 및 법인세법에 의해 통합되었다. 또한 세금이 부과되는 세목도 변경되었다. 스케줄 B는 1988년에, 스케줄 C는 1996년에, 스케줄 E는 2003년에 폐지되었다. 소득세 목적상, 남은 세목은 2005년 소득세(거래 및 기타 소득)법에 의해 대체되었으며, 이는 스케줄 F도 폐지했다. 법인세 목적상, 세목 체계는 폐지되고 2009년 법인세법 및 2010년 법인세법에 의해 대체되었다. 소득세 최고 세율은 제2차 세계 대전 중 99.25%로 정점에 달했다. 이는 전쟁 후 약간 감소하여 1950년대와 1960년대에는 약 97.5%(파운드당 19실링 6페니)였다.

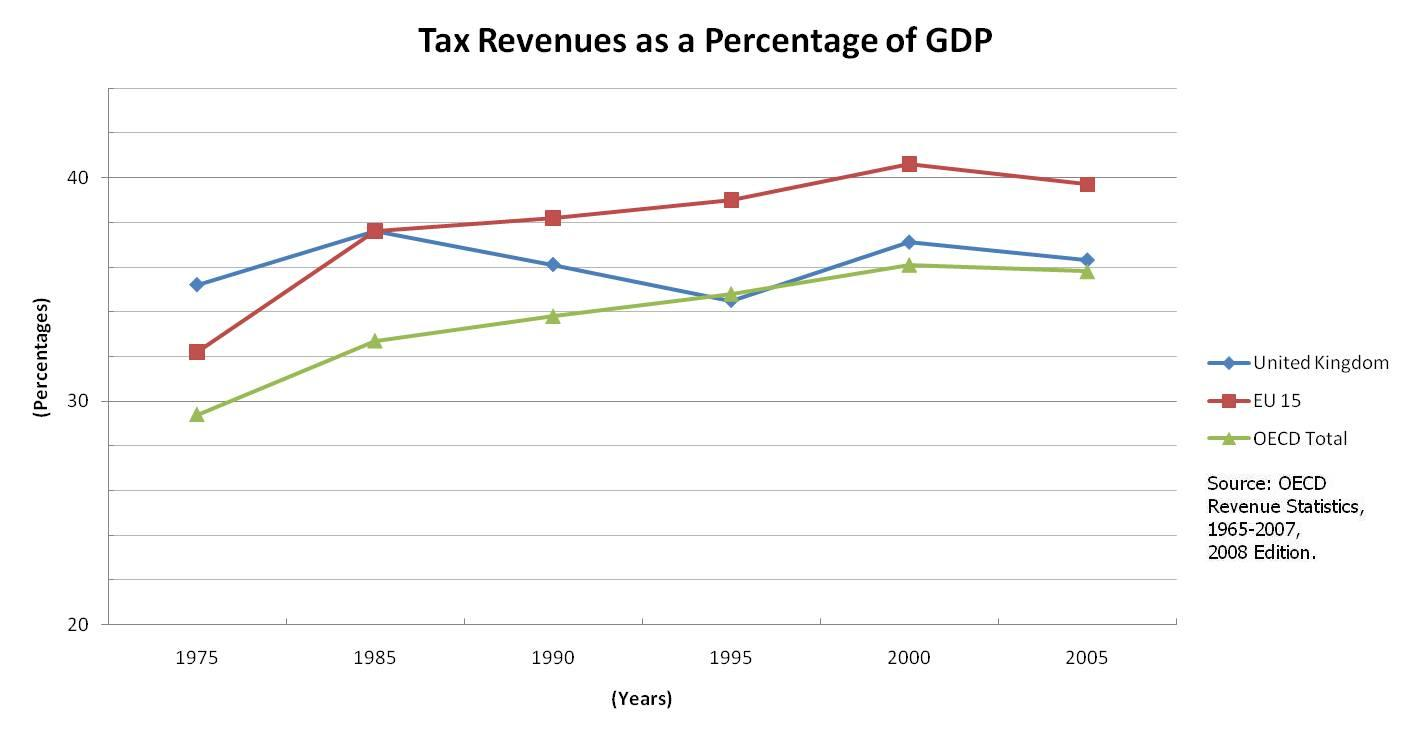
OECD 및 EU 15와 비교한 영국의 GDP 대비 세수 비율 (1975–2005)

1971년에는 근로 소득에 대한 소득세 최고 세율이 75%로 인하되었다. 투자 소득에 대한 15%의 추가 요금은 해당 소득에 대한 전체 최고 세율을 90%로 유지했다. 1974년에는 근로 소득에 대한 최고 세율이 다시 83%로 인상되었다. 투자 소득 추가 요금과 함께 이로 인해 투자 소득에 대한 전체 최고 세율은 98%로 인상되었는데, 이는 전쟁 이후 가장 높은 영구 세율이었다. 이는 20,000 파운드(1974년 기준 2020의 £213,089에 해당) 이상의 소득에 적용되었다. 1974년에는 약 75만 명이 높은(반드시 최고는 아닌) 소득세율을 납부했다.
간접 과세를 선호했던 마거릿 대처는 1980년대에 개인 소득세율을 인하했다. 1979년 선거 승리 후 첫 예산에서 최고 세율은 83%에서 60%로, 기본 세율은 33%에서 30%로 인하되었다. 기본 세율은 이후 세 번의 예산에서 추가로 인하되어 1986년 예산에서는 29%, 1987년에는 27%, 1988년에는 25%가 되었다. 소득세 최고 세율은 1988년 예산에서 40%로 인하되었다. 투자 소득 할증은 1985년에 폐지되었다.
이후 정부는 기본 세율을 더욱 낮추어 2007년에 현재 수준인 20%로 만들었다. 1976년(35%였던 시점) 이후 기본 세율은 15% 인하되었지만, 이 인하는 국민 보험 기여금과 부가가치세 인상으로 상당 부분 상쇄되었다.
2010년에는 15만 파운드 초과 소득에 대한 새로운 최고 세율 50%가 도입되었다. 당시 야당인 보수당은 이 정책이 세금 회피 또는 이민/업무위탁을 유도하여 국고 수입 감소를 초래했다고 주장했다.
2012년 예산에서 이 세율은 2013-14년에 45%로 인하되었다. 예산 레드북은 예산 책임청 (OBR)이 이 세율 인하가 연간 약 1억 파운드의 순 비용이 될 것이라고 예측했음을 보여주었다. 결과는 추가 세율 납세자가 납부한 세금이 380억 파운드에서 460억 파운드로 80억 파운드 증가한 것이었다. 조지 오스본 재무장관은 낮은 경쟁적 세율이 증가를 초래했다고 주장했다.
OBR은 세수 변화에 대해 논의하며 "선점" (및 선점의 "해소")과 "소득 이동"으로 인한 복잡성을 지적했다 (두 세율 변경 모두 사전 발표되었으므로, 일부 고소득자들은 노동당 정부 하에서 세율 인상 전에 소득을 앞당기고, 새로운 자유-보수 연립 정부 하에서 세율 인하 후에 소득을 지연할 수 있었다). 또한 처음에는 세금이 감소한 시스템적 이유에 대해 논의하지만, "감세 비용에 대한 의미 있는 재평가를 제공하기에는 아직 이르다"고 말한다.
2022년 9월, 쿼지 콰텡 재무장관은 2023년 4월부터 최고 세율을 40%로, 기본 세율을 19%로 인하할 것이라고 발표했다. 이는 "성장 계획"의 일환으로 언급되었다. 트러스 정부 붕괴 후, 이 변경 사항은 취소되었다.
HMRC는 영국 세금 시스템에 대한 포괄적인 매뉴얼 세트를 온라인으로 공개했다.
틀:Simple horizontal timeline

## 개요
소득세는 정부가 징수하는 수입 중 단일 최대 비중을 차지한다. 정부 수입의 두 번째로 큰 원천은 국민 보험 기여금이다. 정부 수입의 세 번째로 큰 원천은 부가가치세 (VAT)이며, 네 번째는 법인세이다.

### 거주지 및 본적지

2008년 예산에 따른 2008-2009 과세 연도 영국 조세 수입 구성 예상 원그래프

영국 내 소득은 개인의 시민권과 거주지 또는 회사의 등록지에 관계없이 일반적으로 영국 세금에 부과된다. 이는 영국에 거주하지 않거나 통상적으로 거주하지 않는 개인의 영국 소득세 부채가 영국 소득에서 원천 징수된 세금, 영국 내 영구 설립을 통해 수행된 무역 또는 직업 소득에 대한 세금, 그리고 영국 부동산의 임대 소득에 대한 세금으로 제한된다는 의미이다.
영국에 거주하고 본적도 있는 사람들은 전 세계 소득 및 이득에 대해서도 추가로 세금이 부과된다. 영국에 거주하지만 본적은 없는 사람("비거주자")의 경우, 해외 소득 및 이득은 역사적으로 송금 기준으로 과세되어 왔다. 즉, 영국으로 송금된 소득 및 이득에 대해서만 세금이 부과된다. 해외가 아닌 영국에서 세금을 납부하는 것이 세금 혜택을 가져오는 경우 영국은 조세 피난처가 되며, 반대로 해외에서 소득에 세금을 납부하는 것이 유리한 경우 해당 국가가 조세 피난처가 된다. 2008년 4월 6일부터 송금 기준을 유지하려는 장기 비거주자(이전 9년 중 7년 거주자로 정의됨)는 연간 30,000 파운드의 세금을 납부해야 한다. 2017년 4월 6일부터 지난 20년간 15년 동안 영국에 거주한 비거주자는 비거주자 지위를 상실하고 전 세계 소득 및 자본 이득에 대해 세금을 납부할 의무가 생기며, 그들의 전 세계 자산은 사망 시 상속세 대상이 된다.
영국에 본적은 있으나 3년 연속으로 거주하지 않은 영국 본적자는 전 세계 소득에 대해 영국 세금을 납부할 의무가 없으며, 5년 연속으로 거주하지 않은 영국 본적자는 전 세계 양도소득에 대해 영국 세금을 납부할 의무가 없다. 영국 비거주자로서 세금을 총액으로 납부하고자 하는 사람은 NT (세금 없음) 코드를 신청할 수 있다. 이것은 HMRC가 영국 외부에 거주하는 개인에게 발급하는 세금 코드이다. 이는 과세 대상 영국 소득을 받지만 영국과 거주국 간의 이중과세방지협정(DTA)으로 인해 영국 세금 공제 없이 소득을 지급받을 자격이 있는 사람들에게 적용된다. 과세 연도에 183일 이상 영국에 실제로 체류한 사람은 해당 연도에 거주자로 분류된다.
도미사일은 전문적인 의미를 가진 용어이다. 본질적으로 영국이 영구적인 거주지로 간주되는 경우 그 사람은 영국에 본적을 가진다. 영국 시민은 세무 당국에 의해 영국에 본적을 가지지 않은 것으로 인정될 수 있지만, 다른 나라에서 태어났거나 영국에서 본적을 가지지 않은 아버지에게서 태어난 경우 비본적 지위를 얻기 쉽다.틀:How
회사는 영국에서 설립되었거나 중앙 관리 및 통제가 영국에 있는 경우 영국에 거주하는 것으로 간주된다 (단, 전자의 경우 세금 조약이 적용되는 특정 상황에서는 회사가 다른 관할 구역에 거주할 수도 있음).
소득 및 자본 이득의 이중 과세는 해당 이중 과세 조약을 통해 피할 수 있다. 영국은 어느 국가보다도 가장 큰 규모의 조약 네트워크를 가지고 있다.

#### 비본적 지위
영국 거주자 중 영구 거주지가 영국 외부에 있는 사람들은 비본적 지위를 가질 자격이 있을 수 있다. 연간 2,000 파운드 미만의 영국 외 소득을 버는 비본적 영국 거주자는 해당 소득이 영국으로 송금되지 않는 한 세금을 내지 않는다. 이는 영국에서 임시 직업을 가지고 급여를 받고 세금을 납부하며 본국에서 소액의 추가 소득이 있을 수 있는 일반적인 사람에게 적용된다. 해외 소득이 더 많은 사람의 경우 규칙이 다소 복잡하지만, 예를 들어 연간 30,000 파운드의 요금을 납부하는 조건으로 영국으로 들여오지 않는 한 소득이 영국에서 전혀 과세되지 않을 수 있다. 자세한 내용은 영국 정부 웹사이트에 설명되어 있으며, BBC 웹사이트에는 특정 비본적 개인의 맥락에서 더 간단한 설명이 있다.
비거주자 면세 혜택을 이용하는 대부분의 사람들은 영국 외에서 상당한 소득을 올리는 부유한 개인들이다. 전형적인 비거주자 영국 거주자에는 고위 기업 임원, 은행가, 변호사, 사업주 및 국제 음반 아티스트가 포함된다. 영국의 비거주자 목록을 참조하라.

### 과세 연도
과세 연도는 때때로 "회계 연도"라고도 불린다. 법인세 목적과 관련이 있는 회사의 회계 연도는 회사가 선택할 수 있으며, 종종 회계 연도에 맞춰 4월 1일부터 3월 31일까지 운영된다.
영국의 개인 세금 연도는 다음 해 4월 6일부터 4월 5일까지이다.

## 개인 세금

### 소득세

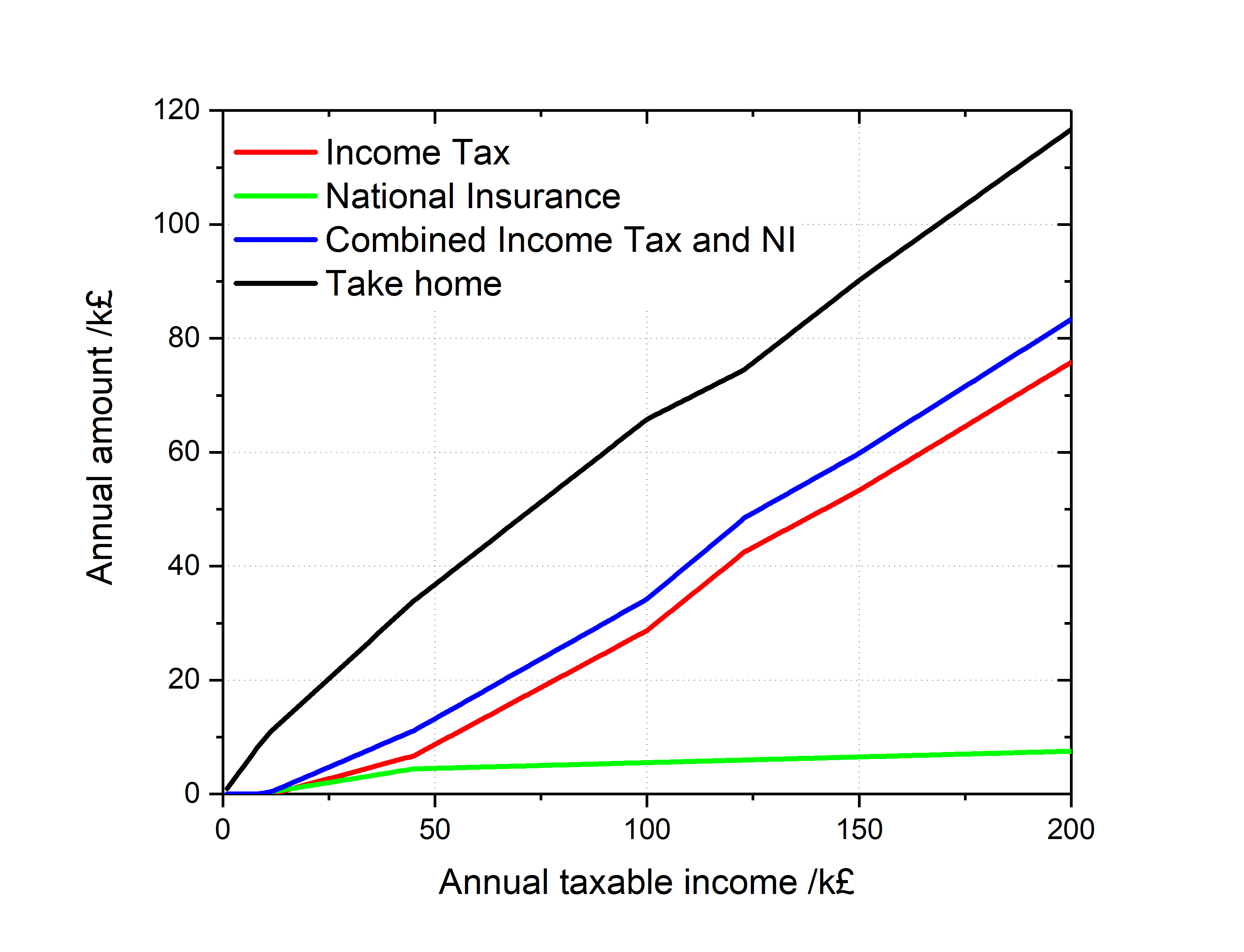
영국 소득세 및 국민 보험 요금 (2016-17)

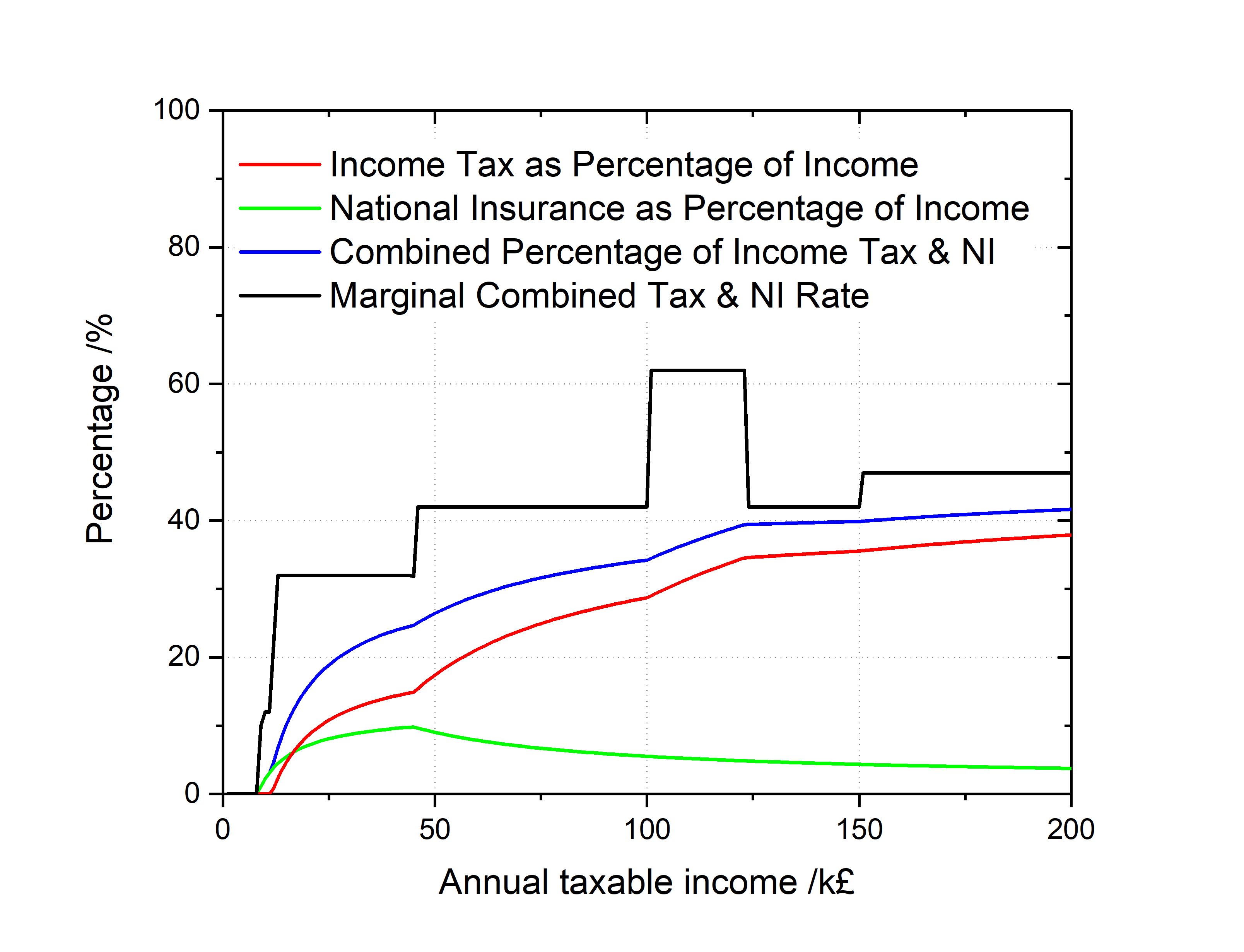
과세 소득 대비 영국 소득세 및 국민 보험 비율, 그리고 한계 소득세 및 국민 보험 세율 (2016-17)

영국 납세자의 연간 소득 백분위, 소득세 전후. SVG 파일에서 그래프를 마우스 오버하여 강조 표시한다.

소득세는 영국 정부 수입의 단일 최대 원천이며, 총액의 약 30%를 차지하며, 그 다음으로 약 20%를 차지하는 국민 보험 기여금이 뒤따른다. 전체 소득세 수입의 거의 1/3은 상위 1%(160,000 파운드 초과) 소득자가 납부하며, 전체 소득세 수입의 90%는 상위 50%의 고소득 납세자가 납부한다. 스코틀랜드 의회는 스코틀랜드 거주 납세자의 비저축 및 비배당 소득에 대한 소득세율과 한도를 완전히 통제한다. 웨일스 의회 또한 웨일스의 소득세에 대한 일부 권한을 가지고 있지만, 사용되지는 않았다.
각 개인은 소득세 개인 공제가 있으며, 매 과세 연도에 이 금액까지의 소득은 면세이다. 2027/28 과세 연도까지, 소득이 10만 파운드 미만인 개인의 면세 한도는 12,570 파운드이다.
개인 공제를 초과하는 소득은 여러 구간을 사용하여 과세된다.
납세자의 소득은 정해진 순서에 따라 세금이 부과되며, 고용 소득이 개인 공제를 소진하고 먼저 과세되며, 그 다음으로 저축 소득(이자 또는 기타 비근로 소득)이, 그 다음으로 배당금이 과세된다.
영국 거주자의 해외 소득은 영국 소득으로 과세되지만, 이중과세를 방지하기 위해 영국은 많은 국가들과 해외에서 납부된 것으로 간주되는 금액을 영국 세금과 상계할 수 있도록 협정을 맺고 있다. 이 간주되는 해외 납부 금액이 실제로 납부된 금액과 반드시 같지는 않다.
부동산 투자 사업(예: 임대 목적 구매 부동산)의 임대 소득은 모기지 이자를 포함한 공제 후 기타 저축 소득으로 과세된다. 모기지는 임대 수입을 얻는 부동산에 담보될 필요는 없으며, 부동산 투자 사업 부동산의 구매 가격(또는 사업으로 이전될 당시의 시장 가치)을 최대 한도로 한다. 공동 소유자는 소득과 비용을 어떻게 나눌지 결정할 수 있으며, 한쪽이 이익을 내고 다른 쪽이 손실을 내지 않는 한 가능하다. 손실은 다음 해로 이월될 수 있다.

#### 잉글랜드, 웨일스, 북아일랜드
| 세율      | 배당 소득                                         | 저축 소득 | 기타 소득 (고용 포함) | 세금 구간 (면세 한도 초과 소득) |
| --------- | ------------------------------------------------- | --------- | --------------------- | ------------------------------- |
| 개인 공제 | 0% (0–500 파운드, 2024년 4월 6일부터) 그 후 8.75% | 0%        | 0%                    | £0–£12,570                      |
| 기본 세율 | 8.75%                                             | 20%       | 20%                   | £12,571–£50,270                 |
| 고세율    | 33.75%                                            | 40%       | 40%                   | £50,271–£125,140                |
| 추가 세율 | 39.35%                                            | 45%       | 45%                   | £125,141 이상                   |

이 표는 2008년 4월부터 시작세율 10%가 폐지되고 소득세율 22%가 20%로 인하된 것을 반영한다. 2010년 4월부터 노동당 정부는 150,000 파운드 이상을 버는 사람들에게 50% 소득세율을 도입했다. 소득에 대한 높은 세금 세율 한도는 2013년에 32,011 파운드로 감소했다. 연립 정부는 2014년 이후 이 공제액을 인상했고, 50% 세금 구간은 현재의 45% 세율로 감소했다.

#### 스코틀랜드
2017년부터 스코틀랜드 의회는 스코틀랜드 납세자의 저축 및 배당 외 모든 소득에 대한 세율과 세금 구간(개인 공제 제외)을 설정할 수 있는 권한을 갖게 되었다.
| 세율        | 소득세율 | 총소득                |
| ----------- | -------- | --------------------- |
| 스타터 세율 | 19%      | £12,571† – £14,732    |
| 기본 세율   | 20%      | £14,733 – £25,688     |
| 중간 세율   | 21%      | £25,689 – £43,662     |
| 고세율      | 42%      | £43,663 – £125,140 †† |
| 최고 세율   | 47%      | £125,140 †† 초과      |

† 개인은 표준 영국 개인 공제를 받는다고 가정한다.
†† 10만 파운드 이상을 버는 사람들은 10만 파운드를 초과하는 2파운드당 1파운드씩 개인 공제가 줄어든다.

#### 투자 면제

2009년 예산안 보고서에 따른 2009-2010 과세 연도 영국 중앙 정부 지출 예상

특정 투자는 세금 혜택을 받는다.
영국 국채(길트)
모든 소득은 과세 대상이지만, 이득은 소득세 목적상 면제된다.
국민 저축 및 투자
국영 국민 저축 제도를 통한 특정 투자는 세금이 면제되며, 여기에는 인플레이션 연동 증권(발행당 최대 15,000 파운드)과 프리미엄 채권이 포함된다. 프리미엄 채권은 개인 소유 한도 50,000 파운드까지 이자 대신 매월 상금을 지급하는 제도이다.
개인 저축 계정 (ISA)
이자는 면세로 지급되며, 배당금은 세금 공제와 함께 투자자에게 지급되어 배당 소득세와 상계할 수 있다. 기본 세율 납세자의 경우 배당 소득에 대한 세금을 전혀 납부할 필요가 없다는 의미이다. ISA 계좌에 투자할 수 있는 총액에는 제한이 없지만, 추가 투자는 현재 현금 펀드, 상호 펀드 (단위 신탁 및 OEIC) 또는 개인이 직접 선택한 주식으로 연간 개인당 20,000 파운드로 제한된다.
연금 기금
이는 ISA와 동일한 성장세 면세 혜택을 받는다. 또한 개인의 한계세율에 따라 기여금에 대한 전액 세금 감면이 주어지거나, 고용주 기여금의 경우 비용으로 처리되어 직원에 대한 현물 혜택으로 과세되지 않는다. 연금 기금에서 인출된 혜택은 기금의 25%에 해당하는 면세 일시금을 제외하고는 과세 대상이다.
벤처 캐피탈 트러스트
5년 이상의 최소 기간 동안 소규모 회사 또는 그러한 회사의 지분 펀드에 대한 투자이다. 이들은 과세되지 않으며 개인 소득에 대해 30%의 세금 감면 자격을 얻는다.
벤처 투자 제도
3년 이상 소규모 회사 주식에 대한 비과세 투자로, 30%의 세금 감면 혜택을 받는다. 이 제도는 또한 개인이 양도소득세 부채를 연기할 수 있도록 한다(이러한 이득은 미래 연도에 연간 CGT 공제를 사용하여 제외될 수 있다).
시드 기업 투자 제도
3년 이상 소규모 회사 주식에 대한 비과세 투자로, 50%의 세금 감면 혜택을 받는다. 이 제도는 또한 개인이 양도소득세 부채를 연기할 수 있도록 한다(이러한 이득은 미래 연도에 연간 CGT 공제를 사용하여 제외될 수 있다).
- 보험 채권

여기에는 역외 및 역내 보험 회사가 발행한 투자 채권이 포함된다. 두 가지의 주요 차이점은 역내 채권에서 납부된 법인세로 인해 역내 채권의 이득은 기본 세율 세금이 납부된 것으로 처리된다는 점이다(이것은 영세율 또는 시작 세율 납세자가 환급받을 수 없다). 두 버전 모두 투자 기간이 완료된 각 연도에 대해 최대 5%까지 즉각적인 세금 부채 없이 인출할 수 있다(원래 투자액의 최대 총 100%까지). 이 기준에 따라 투자자는 낮은 세율에 있거나 더 이상 영국 거주자가 아니거나 사망할 때까지 과세 대상 인출을 연기하면서 수입 흐름을 계획할 수 있다.
역외 신탁 및 회사
모든 수탁자가 비거주자인 경우 신탁은 역외에 있을 수 있다. 이러한 신탁은 외국 운영 회사를 소유할 수 있다. 일부 국가에서는 법인세율이 더 낮을 수 있으며 이중 과세 조약이 여전히 적용되는 경우에도 그렇다. 그러나 신탁 과세에 대한 조세 회피 방지 규칙이 도입된 이후 이러한 구조는 거주자로 남을 사람에게는 유리하지 않다.

#### 예외
많은 보유 자산과 그로부터 발생하는 소득은 "역사적 이유"로 면세된다. 여기에는 다음이 포함된다.
- 영국의 왕가가 상속세를 피하는 데 사용되는 방식과 같이 군주를 위한 특별하고 낮은 세율의 협정.
- 특정 계층의 사람들에 대한 소득세 감면. 예를 들어, 영국에 거주하지만 "본적"은 없는 비거주자는 조세 송금 방식이 청구되거나 자동으로 적용되고 비영국 소득이 영국으로 송금되지 않는 한 비영국 소득에 대해 영국 소득세가 부과되지 않는다. 7년간의 세금 거주 후에는 송금 방식에 상당한 세금이 부과될 수 있으며, 영국 거주자는 5년의 공백 없이 15년간 거주하면 일반적으로 영국의 본적자로 간주된다.[48]
- 애빙던 백작과 그의 상속인 및 양수인에게 스윈포드 유료 다리의 통행료에 대한 소득세 납부를 면제하는 의회법.
- 자선 단체의 소득은 일반적으로 영국 소득세에서 면제된다.

### 상속세
상속세는 "가치 이전"에 부과되며, 이는 다음을 의미한다.
1. 사망한 사람의 재산
2. 사망 7년 이내에 이루어진 증여 (일명 잠재적 면세 이전 또는 "PETs")
3. "평생 과세 이전", 즉 특정 유형의 신탁에 대한 이전. 신탁 과세 (영국) 참조.

누적 가치 이전의 첫 번째 부분(일명 "영세율 구간")은 면세이다. 이 한도는 현재 325,000 파운드(2012/13 과세 연도)로 설정되어 있으며 최근 주택 가격 인플레이션을 따라가지 못하여 현재 약 600만 가구가 상속세 대상에 포함된다. 이 한도를 초과하는 금액에 대해서는 사망 시 40%의 세율이 적용되거나, 자선 단체 기부로 인해 감면 세율 자격이 되는 경우 36%가 적용된다.
2007년 10월부터 결혼한 부부와 등록된 시민 파트너는 두 번째 파트너가 사망할 때 자신의 재산에 대한 한도를 효과적으로 늘릴 수 있다. 2012-13년에는 최대 65만 파운드까지 가능하다. 그들의 유언 집행자 또는 개인 대표는 첫 번째 배우자 또는 시민 파트너의 미사용 상속세 한도 또는 '영세율 구간'을 사망 시 두 번째 배우자 또는 시민 파트너에게 이전해야 한다.
영국에 본적을 둔 배우자 간의 가치 이전은 면세이다. 2008년 재정법에 의해 도입된 최근의 세법 변경으로 인해 영세율 구간은 배우자 간에 이전되어 이러한 부담을 줄일 수 있게 되었는데, 이는 이전에는 복잡한 신탁을 설정해야만 가능했던 일이었다.
사망 전 7년 이전에 이루어진 증여는 과세되지 않는다. 사망 전 3년에서 7년 사이에 이루어진 경우 점진적인 상속세율이 적용된다. 이러한 처리에는 몇 가지 중요한 예외가 있는데, 가장 중요한 것은 "이익 유보 규칙"이다. 이 규칙은 증여자가 증여 후 어떤 방식으로든 자산으로부터 이익을 얻는 경우(예를 들어, 주택을 증여하고 계속해서 거주하는 경우), 상속세 목적상 증여가 무효임을 의미한다.
상속세는 "현역 복무 중" 사망했거나 그러한 복무 중 입은 부상으로 인한 사망의 경우, 사망 원인이 입증될 수 있다면 사망 후 아무리 오랜 시간이 지나더라도 사망자의 재산에 부과되지 않는다. 또한 사망한 배우자는 면세 대상이므로, 완전한 영세율 구간은 생존 배우자의 재산으로 이전될 수 있다.

### 지방세
지방세는 잉글랜드, 스코틀랜드, 웨일스에서 각국의 지방 정부가 제공하는 서비스 자금의 일부를 조달하는 데 사용되는 지방 조세 제도이다. 이는 1992년 지방 정부 재정법에 의해 1993년에 도입되었으며, 인기가 없었던 지역 주민세("폴세")의 후속 조치로, 이는 잠시 동안 요금 시스템을 대체했었다. 세금의 기반은 주거용 부동산이며, 독신자에게는 할인 혜택이 주어진다.
2008년 현재 잉글랜드의 부동산에 대한 평균 연간 세금은 1,146 파운드였다. 2006-2007년에 잉글랜드의 지방세는 224억 파운드에 달했으며, 판매, 수수료 및 요금으로 추가로 108억 파운드가 발생했다.. 2024년 4월부터 스코틀랜드에서는 스코틀랜드 지방 의회 중 3곳을 제외한 모든 곳이 두 번째 주택에 대해 100% "추가 부과금"을 도입했다. 불행히도 이 변경은 2024-25년 지방세 연도 시작 직전에 도입되었으며, 지방 의회가 두 번째 주택을 식별하는 데 어떤 절차를 갖추고 있는지는 불분명하다. 많은 두 번째 주택 소유자들은 이 변경이 자신들에게 어떻게 적용될지에 대해 혼란스러운 상태에 놓여 있다.
2024년 10월, 잉글랜드 지방 당국은 카운티 의회 네트워크(CCN)의 보고서에 따르면 사회 복지 및 학교 교통 비용 증가로 인해 잠재적으로 540억 파운드의 자금 부족이 발생할 수 있다고 경고했다. 향후 5년 동안 의회는 심각한 재정 문제에 직면했으며, 예상되는 서비스 비용 증가의 83%가 성인 사회 복지, 아동 서비스 및 학교 통학 교통에 기인했다.

## 판매세 및 관세

### 부가가치세
정부 수입의 세 번째로 큰 원천은 상품 및 서비스 공급에 20%로 부과되는 부가가치세(VAT)이다. 따라서 이는 소비자 지출에 대한 세금이다.
특정 상품과 서비스는 VAT가 면제되며, 다른 상품과 서비스는 5%의 낮은 세율(국내 가스 공급 등) 또는 0%("영세율", 대부분의 식품 및 아동 의류 등)로 VAT가 부과된다. 면제는 사치품에 전체 세금을 부과하는 반면 필수품에 대한 세금 부담을 완화하기 위한 것이지만, "자파 케이크 사건"과 같이 자파 케이크가 (영세율) 케이크로 분류될지 아니면 (전액 과세) 초콜릿 코팅 비스킷으로 분류될지에 대한 미묘한 구분으로 인한 논쟁이 발생한다. (결국 케이크로 결정되었다). 2001년까지 생리대에는 VAT가 전액 부과되었다.
VAT는 1973년 영국의 유럽 경제 공동체 가입에 따라 표준 세율 10%로 도입되었다. 1974년 7월에는 표준 세율이 8%가 되었고, 같은 해 10월부터 휘발유에는 새로운 높은 세율 25%가 부과되었다. 1975년 4월 예산에서는 높은 세율이 광범위한 "사치품"으로 확대되었다. 1976년 4월 예산에서는 25%의 높은 세율이 12.5%로 인하되었다. 1979년 6월 18일에는 높은 세율이 폐지되고 VAT가 단일 세율 15%로 설정되었다. 1991년에는 17.5%가 되었지만, 1994년 국내 연료와 전력이 제도에 추가되었을 때는 새로운 낮은 세율 8%가 부과되었다.
1997년 9월 이 8%의 낮은 세율은 5%로 인하되었고, 다양한 에너지 절약 자재(1998년 7월 1일부터), 위생용품(2001년 1월 1일부터), 어린이용 카시트(2001년 4월 1일부터), 특정 주거용 부동산의 개조 및 리모델링(2001년 5월 12일부터), 피임약(2006년 7월 1일부터), 금연 보조제(2007년 7월 1일부터)에 확대 적용되었다.
2008년 12월 1일, 앨리스터 달링 재무장관의 2000년대 후반 경기 침체에 대한 대응으로 VAT는 15%로 인하되었다.
2010년 1월 1일, VAT는 17.5%로 돌아왔다.
2011년 1월 4일, 조지 오스본 재무장관에 의해 VAT는 20%로 인상되었고, 현재까지 유지되고 있다.

### 소비세
소비세는 특히 자동차 연료, 술, 담배, 도박 및 차량 등에 부과된다.

### 인지세
인지세는 주식과 특정 유가증권 양도에 대해 0.5%의 세율로 부과된다. 현대화된 인지세 버전인 토지인지세와 주식인지세는 각각 부동산과 주식 및 유가증권 양도에 대해 최대 4%와 0.5%의 세율로 부과된다.

### 자동차 세금
자동차 세금에는 유류세 (이는 자체적으로 VAT가 부과됨) 및 자동차세가 포함된다. 기타 수수료 및 요금에는 런던 혼잡통행료, 의무 차량 검사 및 차량 등록 등 다양한 법정 수수료, 그리고 일부 지역에서는 노상 주차(및 관련 위반 수수료)가 포함된다.

## 사업 및 개인 세금
일부 세금은 상황에 따라 개인과 기업, 그리고 정부 모두가 납부한다.

### 국민 보험 기여금
정부 수입의 두 번째로 큰 원천은 국민 보험 기여금(NICs)이다. NICs는 피고용인, 고용주, 자영업자가 납부해야 하며, 2010-2011 과세 연도에 965억 파운드가 모금되어 HMRC가 징수한 총액의 21.5%를 차지했다.
직원과 고용주는 고용 유형 및 소득에 따라 복잡한 분류에 따라 기여금을 납부한다. 1종 (피고용인) NIC는 다양한 소득 한도와 연령, 직원이 기여하는 직업 연금 계획의 종류 및 고용주, 그리고 직원이 원양 해운업자인지 여부를 포함한 여러 다른 요인에 따라 여러 세율로 부과된다. 1977년 이전에 축소된 기여금 (축소된 혜택의 대가로)을 납부하기로 선택한 특정 기혼 여성은 역사적인 이유로 이 권리를 유지한다.
고용주는 또한 직원에게 제공되는 많은 현물 혜택(예: 회사 차량) 및 페이고 정산 계약을 통해 직원을 대신하여 충당되는 세금 부채에 대해서도 기여금을 납부한다.
일반적으로 2종 정액 NIC 및 4종 소득 비례 NIC를 납부해야 하는 자영업자 및 일부 자원 봉사 부문 근로자를 위한 별도의 규정이 있다.

### 보건 및 사회 복지세
2021년 9월 7일, 총리 보리스 존슨은 코로나19 범유행으로 인한 잉글랜드의 사회 복지 개혁 및 국민 보건 서비스의 적자 해소를 위해 2023년 4월부터 새로운 세금을 도입할 것이라고 발표했다. 이 세금은 NICs와 유사하게 적용되며, 개인 소득의 1.25% 비율로 피고용인과 고용주 모두에게 부과된다. 그러나 NICs와는 달리 국민 연금 연령 이후에도 납부해야 한다. 2022년 4월부터 2023년 3월까지 1.25% 인상은 NICs에 일시적으로 적용될 예정이었다. 이는 HMRC가 세금 도입에 필요한 변경 사항을 준비할 시간을 주기 위함이었다. 트러스 내각은 2022년 11월 6일부로 이 세금의 시행을 철회하고 NICs를 원상 복구했다.

### 양도소득세
양도소득은 10% 또는 20%(주거용 부동산 관련 양도소득의 경우 18% 또는 28%)(개인) 또는 해당 법인세의 한계세율(회사)로 과세된다.
기본 원칙은 개인과 기업 모두에게 동일하다. 세금은 자본 자산의 처분에 대해서만 적용되며, 이득 금액은 처분 수익과 "기초 비용", 즉 원래 구매 가격에 허용되는 관련 지출을 더한 금액 간의 차이로 계산된다. 그러나 2008년 4월 6일부터는 과세 대상 이득에 적용되는 세율과 공제가 개인과 기업 간에 달라졌다. 기업은 기초 비용에 "인덱세이션 감면"을 적용하여 소매 물가 지수에 따라 인상되도록 한다. (대략적으로 말하면, 이득은 인플레이션 후 기준으로 계산됨. 1982년 3월 이전에 발생한 이득에는 다른 규칙이 적용됨). 그런 다음 이득은 해당 법인세의 한계세율로 과세된다.
개인은 18%의 단일 세율(2010년 6월 22일 이후 고세율 납세자의 경우 28%)로 과세되며 인덱세이션 감면은 없다. 그러나 창업가 감면을 청구하는 경우 세율은 10%로 유지된다. 이전 연도의 자본 손실은 이월될 수 있다.
개인이 사업(예: 부동산 사업)에 지출한 비용은 양도소득세에 대한 공제로 청구될 수 있다. 지출이 소득(소득세 감면 가능)에 대해 청구될 수 있는지 또는 자본(양도소득세 감면 가능)에 대해 청구될 수 있는지는 부동산 개선이 있었는지 여부에 따라 달라진다. 개선이 없었다면 소득에 대해, 개선이 있었다면 자본에 대해 청구된다.
부부 간 또는 시민 파트너 간의 이전은 자본 이득을 발생시키지 않지만, 대신 구매 가격(장부 원가)을 이전한다. 그 외에는 증여로 이루어진 이전은 CGT 목적상 이전일의 시장 가치로 이루어진 것으로 간주된다.

## 조세 격차
'조세 격차'란 HMRC가 이론상 징수해야 할 세금과 실제로 징수된 세금 간의 차이를 말한다. 2013-14년 영국의 조세 격차는 340억 파운드, 즉 총 세금 부채의 6.4%였다. 이는 세금 유형별로 분류할 수 있다.
| 세금                            | 금액         |
| ------------------------------- | ------------ |
| 소득세, 국민 보험 및 양도소득세 | 140억 파운드 |
| 부가가치세                      | 131억 파운드 |
| 법인세                          | 30억 파운드  |
| 소비세                          | 27억 파운드  |

행동별 분류
| 행동                          | 금액         |
| ----------------------------- | ------------ |
| 숨겨진 경제                   | 62억 파운드  |
| 범죄 공격                     | 51억 파운드  |
| 법적 해석                     | 49억 파운드  |
| 탈세                          | 44억 파운드  |
| 합리적인 주의를 기울이지 않음 | 39억 파운드  |
| 조세 회피                     | 26억 파운드  |
| 총 손실                       | 271억 파운드 |

## 같이 보기
| - HM 국세관세청 - 세무사 협회 - 영국의 정부 지출 - 간접세 연구소 - 영국의 소득 - 세액공제 - 영국 소득세의 시작 세율 - 영국의 경제사 - 영국의 조세 역사 - 영국 소득세 연도가 4월 6일에 시작하는 이유 - 영국의 상속세 역사 | - 사업세 - 지방세 - 지방 소득세 | - 조세 - 조세 피난처 - 세법 |

### 인용
1. ↑  “A brief guide to the public finances”. 《Office for Budget Responsibility》 (영국 영어). 2024년 10월 25일에 확인함.
2. ↑  Stephen Dowell, History of Taxation and Taxes in England (Routledge, 2013)
3. 1 2 3  UK Retail Price Index inflation figures are based on data from Clark, Gregory (2020). “The Annual RPI and Average Earnings for Britain, 1209 to Present (New Series)”. 《MeasuringWorth》. 2021년 8월 8일에 확인함.
4. ↑  “A tax to beat Napoleon”. HM Revenue & Customs. 2007년 1월 24일에 확인함.
5. ↑  Allen Horstman, "'Taxation in the Zenith': Taxes and Classes in the United Kingdom, 1816–1842", Journal of European Economic History (2003) 32#1 pp. 111–137.
6. ↑  Stephen Dowell, History of Taxation and Taxes in England (Routledge, 2013)
7. ↑  UK Legislation, Provisional Collection of Taxes Act 1968, Schedule, accessed on 27 December 2024
8. ↑  A.J.P. Taylor, English History 1914-1945 (1965) pp 40 – 41.
9. ↑  M. J. Daunton, "How to Pay for the War: State, Society and Taxation in Britain, 1917–24," English Historical Review (1996) 111# 443 pp. 882–919
10. ↑  Rates of Surtax 1948 to 1973
11. ↑  “IFS: Long-Term trends in British Taxation and Spending” (PDF).
12. ↑  “Thatcher Economics”. 《내셔널 리뷰》.
13. ↑  “Economy: 1979 Budget (Howe 1) - Margaret Thatcher Foundation”. 《www.margaretthatcher.org》.
14. ↑  “Economy: 1988 Budget (Lawson 5) - Margaret Thatcher Foundation”. 《www.margaretthatcher.org》.
15. ↑  Winnett, Robert (2012년 12월 12일). “Two-thirds of millionaires disappeared from official statistics to avoid 50p tax rate”. 《The Daily Telegraph》 (London). 2022년 1월 12일에 원본 문서에서 보존된 문서.
16. ↑  “UK Government Web Archive” (PDF). 《webarchive.nationalarchives.gov.uk》. 2023년 12월 13일에 확인함.
17. ↑  “Cut to top rate of tax helped raise an extra £8bn, Osborne claims”. 2016년 3월 2일에 원본 문서에서 보존된 문서.
18. 1 2  “Effect of the additional rate of income tax on receipts”. 《Office for Budget Responsibility》. 2023년 12월 13일에 확인함.
19. ↑  “Income tax to be cut by 1p from April”. 《BBC News》. 2022년 9월 23일.
20. ↑  “The Growth Plan”. 《영국 정부》 (Standard). 2022년 9월 23일. 2022년 10월 17일에 확인함.
21. ↑  “REV BN 40: Tax Treatment of Pre-Owned Assets”.
22. ↑  HM Revenue & Customs.
23. ↑  HMRC Manuals.
24. ↑  “Tax on foreign income”. GOV.UK.
25. ↑  “Deemed Domicile Rules”. 《HM Revenue & Customs》. 2020년 11월 24일에 확인함.
26. ↑  “The Difference Between Domicile and Residence”. 《Tax Residence Guide》. 2021년 1월 21일에 원본 문서에서 보존된 문서. 2020년 11월 24일에 확인함.
27. ↑  “Planning for deemed domicile after 15 years”. 《Tax Journal》. 2020년 11월 24일에 확인함.
28. ↑  “PAYE11010 - Coding: codes: how they are used and calculated: cases where you should use code NT - HMRC internal manual - GOV.UK”. 《www.gov.uk》 (영어). 2025년 6월 11일에 확인함.
29. ↑  “Double tax treaties”. 잉글랜드 웨일스 공인회계사 협회. 2012년 4월 21일에 원본 문서에서 보존된 문서. 2019년 2월 23일에 확인함.
30. ↑  See IR20 - Residents and non-residents.
31. ↑  “Tax on foreign income”. 《UK Government》. n.d. 2022년 4월 9일에 확인함.
32. ↑  “Chancellor Rishi Sunak defends wife Akshata Murty in row over non-dom status”. 《BBC News》. 2022년 4월 8일.
33. ↑  “Your National Insurance record and new State Pension”. 《nidirect (National Insurance)》. n.d. 2022년 4월 9일에 확인함.
34. ↑  HMRC NI calculator
35. ↑  “The government’s record on tax 2010–24”. 《Institute for Fiscal Studies》 (영어). 2024년 6월 10일. 2025년 4월 7일에 확인함.
36. ↑  “Reality Check: Are lower earners bearing the tax burden?”. 《BBC News》. 2017년 4월 19일. 2017년 5월 13일에 확인함.
37. ↑  “Income tax powers officially devolved to Holyrood”. BBC. 2016년 10월 30일.
38. ↑  “Tax is changing in Wales”. 《GOV.UK》 (영어). 2019년 4월 5일. 2022년 3월 31일에 확인함.
39. ↑  “Income Tax in Wales”. 《GOV.UK》 (영어). 2022년 3월 31일에 확인함.
40. ↑  “At-a-glance summary”. HM Government. 2022년 2월 14일에 확인함.
41. ↑  “Tax treaties”. HM Revenue & Customs. 2021년 6월 14일. 2022년 2월 14일에 확인함.
42. ↑  “HM Revenue & Customs: Tax Bulletin Issue 2”. 《www.hmrc.gov.uk》. 2006년 2월 14일에 원본 문서에서 보존된 문서.
43. ↑  “Budget 2021: Key points at-a-glance”. 《BBC News》 (영국 영어). 2021년 3월 3일. 2021년 3월 3일에 확인함.
44. ↑  “Tax on dividends”. 《GOV.UK》. Government Digital Service. 2024년 10월 1일에 원본 문서에서 보존된 문서. 2024년 10월 6일에 확인함.
45. 1 2  “Rates and allowances for Income Tax”. HM Revenue & Customs. 2021년 4월 6일. 2022년 2월 14일에 확인함.
46. ↑  “Income Tax rates and Personal Allowances”. mygov.scot.
47. ↑  “What is an ISA?”. Money Supermarket. 2022년 2월 14일에 확인함.
48. ↑  Wintour, Patrick (2009년 12월 1일). “David Cameron tells Zac Goldsmith to end 'non-dom' tax status”. 《The Guardian》 (London). 2010년 5월 24일에 확인함.
49. 1 2 3  “Inheritance Tax - GOV.UK”. 《www.hmrc.gov.uk》.
50. ↑  “Inheritance Tax - GOV.UK”. 《www.gov.uk》. 2015년 11월 14일에 확인함.
51. ↑  “Inheritance Tax: exemption for emergency service personnel and humanitarian aid workers - GOV.UK”. 《www.gov.uk》.
52. ↑  Communities and Local Government - Council Tax: The Facts 보관됨 6 1월 2008 - 웨이백 머신
53. ↑  Council Tax in Scotland Scottish Government publications
54. ↑  Council Tax a guide Valuation Office Agency
55. ↑  Average council tax and % change 1999–00 to 2008–09 보관됨 4 12월 2009 - 웨이백 머신 Communities and local government - figures released 27 March 2008
56. ↑  Office of the Deputy Prime Minister, Statistical Release: Levels of council tax set by local authorities in England 2006–07, 2006 cited by.
57. ↑  Communities and Local Government in Local Government Finance Statistics: Revenue Outturn Service Expenditure Summary 2006–07. cited by
58. ↑  Culbertson, Alix (2024년 10월 3일). “Rising cost of social care and school transport to cause £54bn blackhole for councils”. 《Sky News》. 2024년 10월 3일에 원본 문서에서 보존된 문서. 2024년 10월 3일에 확인함.
59. ↑  “Introduction to VAT”. HM Revenue & Customs. 2008년 11월 23일에 확인함.
60. ↑  “VAT Notice 701/18: women's sanitary protection products - GOV.UK”. 《customs.hmrc.gov.uk》. 2021년 1월 4일.
61. ↑  Peter Victor (1995년 7월 30일). “A brief history of VAT”. 《The Independent》 (London). 2022년 5월 26일에 원본 문서에서 보존된 문서. 2011년 1월 13일에 확인함.
62. ↑  “Stamp Duty Land Tax Rates From 23/03/06 including archived Budget and Finance Bill information”. HM Revenue & Customs. 2006년 3월 23일. 2007년 1월 24일에 확인함.
63. ↑  “HM Revenue and Customs receipts” (PDF). hmrc.gov.uk. 2011년 11월 11일에 확인함.
64. ↑  “Boris Johnson unveils £12bn-a-year tax rise to pay for NHS and social care”. 《TheGuardian.com》. 2021년 9월 7일.
65. ↑  “Measuring tax gaps 2015 edition” (PDF).